# Saint-Julien-le-Roux
Saint-Julien-le-Roux é uma comuna francesa na região administrativa de Auvérnia-Ródano-Alpes, no departamento de Ardèche. Estende-se por uma área de 8,64 km². Em 2010 a comuna tinha 115 habitantes (densidade: 13,3 hab./km²).